# گرومن ایکس-۲۹
گرومن ایکس-۲۹ (انگلیسی: Grumman X-29) یک هواپیمای تحقیقاتی آمریکایی برای آزمایش فناوری بال رو به جلو، کانارد، سطوح کنترلی و سایر فناوری‌های جدید دوره خود بود. این هواپیما به وسیلهٔ شرکت گرومن توسعه داده شده و ۲ فروند برای ناسا و نیروی هوایی ایالات متحده تولید گردید. ناپایداری آیرودینامیکی بدنه ایکس-۲۹ به وسیلهٔ سیستم کنترل کامپیوتری پرواز هواگرد برطرف شد. مواد مرکب، برای کنترل پیچش متفاوت هواکشسانی آزمایش شده توسط بال رو به جلو و همچنین کاهش وزن، مورد استفاده قرار گرفت. اولین پرواز ایکس-۲۹ در ۱۹۸۴ میلادی انجام شد. دو ایکس-۲۹ اس آزمایش‌های پرواز را طی دهه بعدی انجام دادند.

## طرح و توسعه
دو ایکس-۲۹اس توسط گرومن از دو بدنه موجود نورثروپ اف-۵ ساخته شد. (۸۳۷۲–۶۳ به ۰۰۳–۸۲ و ۱۰۵۷۳–۶۵ به ۰۰۴۹–۸۲ تبدیل شد)